# Listă de comitate din statul Carolina de Sud

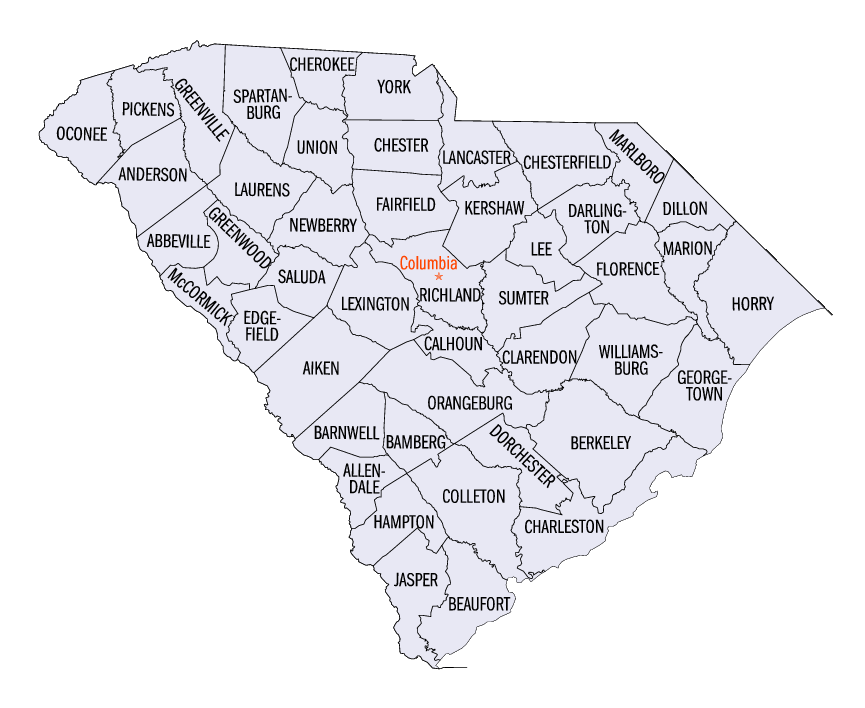
Comitatele statului american '

- Această pagină este o listă a celor 46 de comitate ale statului Carolina de Sud, unul din cele 50 de state ale Statelor Unite ale Americii.
- Statul Carolina de Sud este divizat în 46 comitate.

- Vedeți și Listă de orașe din statul Carolina de Sud.
- Vedeți și Listă de târguri din statul Carolina de Sud.
- Vedeți și Listă de sate din statul Carolina de Sud.
- Vedeți și Listă de districte civile din statul Carolina de Sud.
- Vedeți și Listă de locuri desemnate pentru recensământ din statul Carolina de Sud.
- Vedeți și Listă de comunități neîncorporate din statul Carolina de Sud.
- Vedeți și Listă de zone de teritoriu neorganizat din statul Carolina de Sud.
- Vedeți și Listă de localități dispărute din statul Carolina de Sud.
- Vedeți și Listă de comitate din statul Carolina de Sud.

## Lista alfabetică a comitatelor statului
| Coumitatul   | Populația 1 iulie 2007 | Sediul        | Populația 1 iulie 2007 |
| ------------ | ---------------------- | ------------- | ---------------------- |
| Abbeville    | 25.457                 | Abbeville     | 5.564                  |
| Aiken        | 152.307                | Aiken         | 29.218                 |
| Allendale    | 10.475                 | Allendale     | 3.706                  |
| Anderson     | 179.981                | Anderson      | 26.404                 |
| Bamberg      | 15.452                 | Bamberg       | 3.463                  |
| Barnwell     | 22.975                 | Barnwell      | 4.801                  |
| Beaufort     | 147.316                | Beaufort      | 11.868                 |
| Berkeley     | 163.622                | Moncks Corner | 6.889                  |
| Calhoun      | 14.777                 | St. Matthews  | 1.981                  |
| Charleston   | 342.973                | Charleston    | 110.015                |
| Cherokee     | 54.015                 | Gaffney       | 12.945                 |
| Chester      | 32.531                 | Chester       | 6.040                  |
| Chesterfield | 42.761                 | Chesterfield  | 1.314                  |
| Clarendon    | 32.822                 | Manning       | 3.947                  |
| Colleton     | 38.903                 | Walterboro    | 5.739                  |
| Darlington   | 66.833                 | Darlington    | 6.627                  |
| Dillon       | 30.694                 | Dillon        | 6.338                  |
| Dorchester   | 123.505                | Saint George  | 2.104                  |
| Edgefield    | 25.435                 | Edgefield     | 4.415                  |
| Fairfield    | 23.333                 | Winnsboro     | 3.564                  |
| Florence     | 131.886                | Florence      | 31.431                 |
| Georgetown   | 60.499                 | Georgetown    | 8.524                  |
| Greenville   | 428.243                | Greenville    | 58.754                 |
| Greenwood    | 68.259                 | Greenwood     | 22.383                 |
| Hampton      | 21.210                 | Hampton       | 2.773                  |
| Horry        | 249.925                | Conway        | 14.989                 |
| Jasper       | 21.953                 | Ridgeland     | 2.630                  |
| Kershaw      | 58.168                 | Camden        | 7.029                  |
| Lancaster    | 73.393                 | Lancaster     | 9.715                  |
| Laurens      | 69.582                 | Laurens       | 9.728                  |
| Lee          | 19.988                 | Bishopville   | 3.890                  |
| Lexington    | 243.270                | Lexington     | 14.995                 |
| Marion       | 33.905                 | Marion        | 6.810                  |
| Marlboro     | 28.819                 | Bennettsville | 8.923                  |
| McCormick    | 10.098                 | McCormick     | 2.675                  |
| Newberry     | 37.633                 | Newberry      | 10.893                 |
| Oconee       | 70.753                 | Walhalla      | 3.647                  |
| Orangeburg   | 89.952                 | Orangeburg    | 12.756                 |
| Pickens      | 116.003                | Pickens       | 3.010                  |
| Richland     | 357.734                | Columbia      | 124.818                |
| Saluda       | 18.748                 | Saluda        | 2.935                  |
| Spartanburg  | 275.534                | Spartanburg   | 38.843                 |
| Sumter       | 103.943                | Sumter        | 38.782                 |
| Union        | 27.770                 | Union         | 8.083                  |
| Williamsburg | 35.447                 | Kingstree     | 3.281                  |
| York         | 208.827                | York          | 7.735                  |

## Alte legături interne
- Categorie:Liste de orașe din Statele Unite după stat
- Categorie:Liste de târguri din Statele Unite după stat
- Categorie:Liste de districte civile din Statele Unite după stat
- Categorie:Liste de sate din Statele Unite după stat
- Categorie:Liste de comunități desemnate pentru recensământ din Statele Unite după stat
- Categorie:Liste de comunități neîncorporate din Statele Unite după stat
- Categorie:Liste de localități dispărute din Statele Unite după stat
- Categorie:Liste de zone de teritoriu neorganizat din Statele Unite după stat

respectiv
- Listă de orașe din statul Carolina de Sud
- Listă de districte civile din statul Carolina de Sud
- Listă de sate din statul Carolina de Sud
- Listă de locuri desemnate pentru recensământ din statul Carolina de Sud
- Listă de comunități neîncorporate din statul Carolina de Sud
- Listă de zone de teritoriu neorganizat din statul Carolina de Sud
- Listă de localități dispărute din statul Carolina de Sud